# Jahângîr
Jahângîr ou Djahanguir (« possesseur du monde » en persan), de son vrai nom Salîm, Nûr ud-Din Muhammad - (Fatehpur-Sikri, 9 septembre 1569 - Lahore, 28 octobre 1627) est le quatrième empereur moghol de l'Inde.

## Le prince
Jahângîr naît à Fatehpur-Sikrî, dans la maison de Salim Chishti qui avait prédit à son père, Akbar, la naissance de trois fils, alors que l'empereur désespérait d'avoir une descendance. Sa mère (qui mourut en 1623) est une des épouses d'Akbar, la princesse hindoue Miriâm Zamânî, fille du raja Bharmal ou Bihari Mal de la dynastie des Kachhwâhâ d'Amer (futur État de Jaipur). L'empereur adorait Salîm, ce premier fils inespéré qu'il appelait du nom de Sheikhû Bâbâ, mais leurs rapports se détériorent à mesure que Salîm prend de l'âge. Il se révolte deux fois contre son père, en 1591 et en 1601, impatient, comme tous les princes moghols, de monter sur le trône. En 1602, Salîm va même jusqu'à se proclamer roi à Allahabad et à frapper monnaie. Il fait aussi assassiner le secrétaire personnel de son père, Abul al-Fazl ibn Mubarak, par le rajâ Bîr Singh Déo d'Orchhâ qui a pris parti pour lui, et qui en sera récompensé lors de l'accession au trône de Salîm en 1605. Il se réconcilie cependant à chaque fois avec son père, lui offrant même 770 éléphants pour obtenir son pardon.

## L'empereur
Aussitôt installé sur le trône, Jahângîr doit faire face à la rébellion de son fils Khusrû (en) - à ne pas confondre avec son frère, du même nom, qui avait la faveur d'une partie de la noblesse avant son intronisation, qui va être vaincu, aveuglé et emprisonné.
En 1611, Jahângîr épouse Mihr un-Nisâ, la jeune veuve d'un de ses officiers afghans, Sher Afkhan Istalju, qui devient bientôt sa favorite et reçoit le titre de Nûr Jahân, Lumière du monde. Son père, Mîrzâ Ghiyâs Beg est nommé premier ministre de l'empereur et reçoit le titre d'Itimâd-ud-Daulâ, « Pilier de l'État », son frère, Abûl Hasan Âsaf Khân, devient un personnage important de la cour, et sa fille, Mumtaz Mahal, épouse, en 1612, Khurram (Mirza Shahab-ud-Din Muhammad Khurram, 1592-1666, troisième fils de Janangir) qui monte sur le trône, après son père, sous le nom de Shâh Jahân. Nûr Jahân aurait eu d'ailleurs une grande influence sur son époux, qui tenait ses conseils en grande estime.
Sous son règne, l'empire reste en état de guerre, afin de continuer son expansion. L'ennemi le plus sérieux de Jahângîr est Amar Singh, le rana du Mewar, qui capitule finalement en 1613 devant les forces de Khurram. Au nord-est, les moghols s'affrontent avec les Âhoms, dont la tactique de guérilla les met en difficulté. En Inde du nord, sous le commandement de Khurram, ils défont le raja de Kangra en 1615. Dans le Deccan, ses victoires permettent de consolider l'empire. Mais en 1620, Jahângîr tombe malade, et la quête pour le pouvoir se met en place. Nûr Jahân marie sa fille à Chahriar (Shahryar), le fils cadet de Jahângîr d'une concubine, dans l'espoir d'avoir un héritier mâle lorsque Jahângîr mourra.
Jahângîr craint les Ouzbeks et les Persans, égaux des moghols en puissance militaire et en ressources. En 1622, Jahângîr sombre dans l'alcool et l'opium, et Nûr Jahân, devenu alors toute puissante, est le véritable dirigeant de l'empire. Tirant profit des conflits internes de la cour moghole, les Perses s'emparent de Kandahar. Khurram refuse de porter assistance à Jahângîr et Shâhryâr dans la campagne contre les Perses, et entre ainsi en rébellion ouverte. Il combat alors les forces de son père, mais il est défait et doit se conformer aux décisions dictées par Nûr Jahân. En 1627, Jahângîr est sérieusement malade. Khurram se rebelle à nouveau, aidé par Mahâbat Khân, un général de son père, qui combat l'influence de Nûr Jahân. Jahângîr est fait prisonnier, il parvient à s'échapper mais, en route pour le Cachemire, il meurt à Lahore.
Shâhryâr se proclame aussitôt empereur dans la même ville, tandis qu'Âsaf Khân installe Bulâki, un petit-fils de Jahângîr, fils de Khusrû, un frère de Khurram, sur le trône à Agra pour préserver temporairement les intérêts de Khurram. Puis, Abûl Hasan Âsaf Khân ayant défait Shâhryâr, Khurram se proclame empereur sous le nom de Shâh Jahân.

## Le règne
Jahângîr n'a pas la grandeur politique de son père Akbar, mais il est considéré comme un dirigeant honnête et tolérant envers les hindous, les chrétiens et les juifs. Cependant, ses relations avec les Sikhs sont tendues, et le cinquième des gurus du sikhisme, Arjun Dev est exécuté suivant ses ordres. Il reçoit de nombreux étrangers à sa cour, comme Thomas Roe, l'ambassadeur du roi Jacques Ier d'Angleterre ou le capitaine William Hawkins, commandant de l'Hector, qui vient demander une autorisation de commerce permanente qui lui est accordée à Surate.
Le nord de l'empire connaît une grande épidémie de peste de 1616 à 1624 et Jahângîr se réfugie alors à Fatehpur-Sikrî, la ville abandonnée par son père. L'art, la littérature, et l'architecture prospèrent durant son règne, il commence ses mémoires, le Jahângîr Nâma, érige un mausolée à son père à Sikandra, près d'Agra, et fait construire des jardins à Srinagar, un témoignage durable de son goût artistique. Cependant, il reste aussi célèbre pour le plaisir sadique qu'il prenait aux nombreuses exécutions par éléphant qu'il décréta durant son règne.

## Mariages et descendance
- Manbhavati Baiji Kunwari Sahiba, Man Bai, fille de Bhagwan Das, Rajah d’Amber, sa cousine ; mariée 13 février 1585 ; titrée Sah Begum ; morte le 6 mai 1605 ; inhumée Allahabad ; mère de
  - Sultanunnisa Begum, née 26 avril 1586, morte Agra septembre 1646
  - Sultan Khusrau Mirza, né Lahore 6 août 1587, mort Burhanpur 26 janvier 1622 ; marié (A) une fille de Aziz Koka Mirza, khan i azam ; marié (B) Jodh bai, une princesse de Jodhpur ; marié (C) une fille du vizir Azim Khan ; marié (D) une fille de Muquim ; père de
    - Sultan Dawar Bakhsh Bahadur, né 1603 de (A) ; tué 2 février 1628
    - Hoshmand Begum, née vers 1605 (de A) ; mariée 1626 Hushang Mirza, né 1604, fils de Sultan Daniyal Mirza, tué 2 février 1628.
    - Buland Akhtar, né 11 mars 1609 (de A), mort jeune
    - Gurshasp Mirza, né 1612 (de D), tué 2 février 1628
    - Rastekar, né 1616 (de D) ; mort jeune
- Rattan Bai Begum, fille de Basu, rajah de Nurpur ; mariée 1585
- Jagat Gosaini, Manavati Baiji lal Sahiba, fille de Udai Singh, rajah de Jodhpur, et de Kachavahi Rani Manrang Devi de Gwalior ; mariée 26 juin 1586 ; surnommée Jodh Bai ; morte Agra 18 avril 1619 ; titrée post mortem la bégum Bilqis Makani ; mère de
  - Begum Sultan, née Lahore 1590 ; morte jeune 1591
  - Sultan Khurram (Shah Jahan) né 5 janvier 1592
  - Izzatunnisa Begum, née septembre 1596 ; morte 1602
- Une fille de Rai Singh, maharajah de Bikaner ; mariée 28 juin 1586
- Malika-i-Shikar Begum, fille de Said Khan Ghakkar ; mariée Lahore juillet 1586 ; morte 1592 ; mère de
  - Iffat Banu Begum, née Lahore 16 avril 1589 ; morte jeune 1592
- Sahib Jamal Begum, fille de Khwaja Hasan, de Herat ; mariée 1586 ; mère de
  - Sultan Parviz Mirza, né Kabul novembre 1590 ; mort Burhanpur, 28 oct. 1626 ; inh Agra ; marié (A) Agra 29 oct. 1610 une fille de Sultan Rustem Mirza Safavi ; marié (B) à Delhi 1616 Iffat Jahan Banu Begum, fille de Sultan Murad Mirza ; marié (C) 1624 Manbhavathi Baiji Lall Sahiba, fille de Sur Singh, rajah de Jodhpur (remariée 1626 Shah Jahan) ; marié (D) Sultan Zamania Begum, fille de Abdul Hasan, Asaf Khan et khan i khanan ; de Iffat Jahan banu il eut :
    - Durandish Mirza, né Burhanpur février 1615, mort jeune Agra avant 7 dec . 1619
    - Azam Mirza, né juillet 1618 ; mort 1629
    - Karimatunnissa Begum, appelée Nadira Banu Begum, mariée 1633 Sultan Mohammed Dara Shikoh

  - Na Begum, née et morte 1591
  - Na Begum, née Lahore 1594 ; morte jeune
- Karamsi Begum, fille de Kesu Das Rathor, rajah de Bednawar ; mariée 1586 ; mère de
  - Bihar banu Begum, née Lahore septembre 1590, morte Agra 8 septembre 1653 ; mariée 1625 Sultan Taimurasp Mirza, fils de Sultan Daniyal Mirza, tué 2 février 1628
- Malika Jahan Begum, fille de Bairi Bhim Singh Kalyan, rajah de Jaisalmer ; mariée 1587
- Une fille de Darya Malbhas, mariée vers 1587 ; mère de
  - Daulatunnisa Begum, née Lahore décembre 1589 ; morte 1590
- Zohra Begum, fille de Mirza Sanjar Hazara, et petite fille de Khizr Khan Hazara ; mariée Lahore oct. 1590 ; mère de
  - Na Begum, née vers 1592, morte jeune
  - Na Begum, née vers 1593, morte jeune
  - Na Begum, née vers 1594, morte jeune
- Une fille de Dost Mohammed Kwaja Jahan Kabuli, mariée 1591, morte 1640
- Une fille de Husein Chak Kashmiri, mariée vers 1591, mère de
  - Na Begum, née 1592, morte jeune
- Une fille de Ali Rai, souverain de Baltistan ; mariée Lahore 11 janvier 1592
- Une fille de Mubarak Khan Baihaqi, du Kashmir ; mariée Srinagar oct. 1592
- Nurunnissa Begum, fille de Ibrahim Husain Mirza Baiqara et de Gulrukh Begum ; mariée Lahore janvier/mars 1593 ; morte 1641 ; mère de
  - Na Begum, née août 1595 ; morte 1596
- Une fille de Ali Khan Farukhi, rajah de Khandesh ; mariée Lahore septembre 1593 ; morte Lahore 13 septembre 1596
- Une fille de Abdullah Khan Baluch, mariée vers 1593/1594 ; mère de
  - Na Begum, née Lahore janvier 1595, morte jeune
- Khas Mahal Sahiba, fille de Zain Khan Koka, mariée Lahore 28 juin 1596
- Une fille de Moman Murad, rajah de Kotaha ; mariée Delhi avant 1605
- Saliha Banu Begum, fille de Qaim Khan ; mariée 1608 ; titrée Padshah Banu Begam ; morte 1620 ; mère de
  - Sultan Garshasp Mirza, mort en bas âge
  - Sultan N Mirza, mort en bas âge
- Koka Kumari Sahiba, fille du Yuveraj Jagat Singh, et petite fille de Man Singh, Rajah de Amber ; mariée Delhi 8 juin 1608
- Une fille de Ram Chand Bundela, rajah de Orccha ; mariée Agra janvier 1609
- Mihrunnissa Begum titrée Nûr Jahân mars 1616, née Kandahar 1576, morte Lahore 18 novembre 1645 ; fille de Mirza Ghiyas Beg, Itimat ud Daula et de Asmat Begum ; mariée en premières noces à Ali Quli Beg, Sher Afkhan ; mariée 16 mars 1611 à Jahangir ; titrée Nur Mahal 25 mai 1611, ; titrée Padshah Begum 1622
- De concubines :
  - Jahandar Mirza, né 1605 ; mort jeune
  - Shahriyar Mirza, né 1605, tué 23 janvier 1628 ; marié Agra avril 1621 Ladli Begum, née 1605, fille de Ali Quli beg et de Mihrunnissa Begum ; dont
    - Arzani Begum, née 4 septembre 1623